# Limnoporus
Limnoporus – rodzaj pluskwiaków różnoskrzydłych z rodziny nartnikowatych i podrodziny Gerrinae.

## Morfologia
Czułki dłuższe lub równe połowie długości ciała, a długość ich pierwszego członu nie większa niż drugiego i trzeciego razem wziętych. Kłujka cienka i długa, o członie trzecim ponad czterokrotnie dłuższym od czwartego. Przedplecze sięga za tylny brzeg śródplecza, a przechodzący wzdłuż niego jasny pas na tylny jego płat. Uda odnóży tylnych wyraźnie dłuższe niż środkowych. Odwłok długi, nieco w połowie długości rozszerzony o wyraźnej brzusznej listewce.

## Rozprzestrzenienie
Przedstawiciele rodzaju zamieszkują Palearktykę i Nearktykę. W Polsce i Europie występuje tylko L. rufoscutellatus.

## Taksonomia
Takson opisany został w 1868 roku przez Carla Ståla. Dawniej traktowany jako podrodzaj Gerris (Limnoporus) w rodzaju Gerris. Później wyniesiony zostały do rangi osobnego rodzaju.
Należą tu gatunki:
- Limnoporus canaliculatus (Say, 1832)
- Limnoporus dissortis (Drake et Harris, 1930)
- Limnoporus rufoscutellatus (Latreille, 1807)